# 伴俊男
伴 俊男（ばん としお、1901年（明治34年）5月23日 - 1962年（昭和37年）7月22日）は、日本の病理学者。医学博士。1947年（昭和22年）順天堂大学病理学教室教授就任。専門は、主に乳腺症･機能性子宮出血･未熟児の病理学的研究。

## 生涯
略歴
1901年（明治34年）5月23日、長野県諏訪郡上諏訪町（現諏訪市）に生まれる。
1914年（大正3年）、長野県立諏訪中学校（現長野県諏訪清陵高等学校）入学
1919年（大正8年）、第一高等学校理科乙類入学。
1927年（昭和2年）3月、東京帝国大学卒業。4月東京帝国大学医学部病理学教室助手となる。
1934年（昭和9年）2月、東京帝国大学病理学教室講師となる。
1935年（昭和10年）7月　東京大学　医学博士　論文の題は　「唾液腺の内分泌に就て、脳下垂体前葉剔出乳剤注射実験並に成熟犬脳下垂体前葉(部分的)剔出実験」 。
1939年（昭和14年）5月、順天堂大学研究所研究員を兼務する。
1940年（昭和15年）3月、東京帝国大学を退官する。4月癌研究会癌研究所研究員を兼務する。
1944年（昭和19年）4月、日本病理学会評議員に就任する。
1947年（昭和22年）4月、順天堂医学専門学校教授に就任する。
（1950年（昭和25年）順天堂医科大学、1952年（昭和27年）順天堂大学医学部へ変更）
1956年（昭和31年）12月、学校法人順天堂大学理事に就任する。
1962年（昭和37年）7月、逝去。

## エピソード
- 昭和53年毎日新聞社より出版された「冥府の鬼手」は、順天堂大学教授であった伴俊男がモデルであった。作家である小説家皆実功（森田功）は、当時伴の下で順天堂大学病理学教室講師として勤務していた。「鬼手」とは名医のことであり、「冥府の鬼手」とは「死者達の医師」を著わしている。今でこそ、死者の死因を調べることは法医学の分野と思われているが、昭和40年代前後までは寧ろ病理学が病理解剖として死因を追求する立場にあった。この本では、元々肺結核を患い病弱であった伴教授とその弟子たち、学長等の大学幹部、労働争議等の出来事などを題材として取り上げられている。[3]

- 「伴君はちょっと強い個性のあった人物であります」「伴君は人にすぐれて厳しい物を一本持っている人物でありました。ですから馬鹿話をしている間にも、伴君がそのひらめきをみせますと、「伴が怒った」と皆で言いました。つまり談笑の間にも、許せないこと、妥協のできないことがちゃんとしていて、それに厳しかったのだと思います。」[4]。「伴先生は権力をひけらかしたり経歴を飾り立てたりする者たちに媚びることはしなかったが、学生や下の者たちに対する心遣いは人一倍だった。」[5]

- 「君の健康に故障を覚えられたのは東大病理時代のことだった。関東大震災直後のことでひび割れた研究室が取り壊され、標本室の片隅に教室が取り敢えず作られたが、冬など狭い部屋に昼夜をわかたず燃やす石炭の煤煙が立ち込める中で仕事をしていたから、元々呼吸器が弱い君が、結核をわずらったことは無理ないことであった。もうすぐドイツに留学すると言っていた君が、間もなく発病し東京療養所で長期療養の已む無きに至った。」[6]。「次第に具合が悪くなられ、昭和11年トヲコプラスチックを都築教授（東京帝国大学）にやってもらうことになった。その結果、健康はある程度回復し体力も戻ってきたが、始めの様な元気を取り戻すことはできなかった。」、トヲコプラスチックとは胸部整形術で日本では13番目の手術例であった、結果奇跡的に生命を取り繋ぐことができたが無理ができない身体になってしまった[7]。

### 論文･著作
- 「病理組織学を学ぶ人々の為に」（伴俊男他 金原出版 1952年）
- 「病理組織標本の作り方」（伴俊男他 金原出版 1954年）
- 「病理組織顕微鏡標本の作り方手ほどき」（緒方知三郎編･伴俊男改訂 南山堂 1954年）
- 「癌か結核か」（産婦人科の世界 昭和27年）
- 「所謂乳腺症に就いて聴く」（産婦人科の世界 昭和29年）
- 「病理学各論 女性器 伴俊男」（吉田･武田編 南山堂 1960年）

『論文』
- 博士論文「唾液腺の内分泌に就て、脳下垂体前葉剔出乳剤注射実験並に成熟犬脳下垂体前葉(部分的)剔出実験」（伴俊男著 東京帝国大学 1935年）
- 「糖尿病の実験的研究(1)」（日本病理学会会誌19 昭和4年）
- 「粘液水腫の一剖検例」（東京医学会雑誌43 昭和4年）
- 「唾液腺の実験的研究(1)」（日本病理学会会誌20 昭和5年）
- 「唾液腺の実験的研究(2)」（日本病理学会会誌21 昭和6年）
- 「肝硬変症の統計並びに分類について」（東京医事新誌 昭和6年）
- 「唾液腺の内分泌について(1)」（東京医学会雑誌47 昭和8年）
- 「唾液腺の内分泌(3)」（東京医学会雑誌47 昭和8年）
- 「唾液腺の実験的研究(3)」（日本病理学会会誌22 昭和8年）
- 「唾液腺の内分泌(4)」（東京医学会雑誌47 昭和8年）
- 「唾液腺の内分泌(8)」（東京医学会雑誌47 昭和8年）
- 「唾液腺の内分泌(9)」（東京医学会雑誌48 昭和9年）
- 「唾液腺内分泌と骨の発育成長の関係」（日本病理学会会誌25 昭和10年）
- 「本年度の病理組織検査例に関する小統計」（順天堂医事研究会雑誌581 昭和15年）
- 「興味ある直腸腫瘍の3例」（日本医学及び健康保険3242 昭和16年）
- 「高度なる嚢胞腎を合併し胆管上皮癌を多発せる嚢胞肝の一部検例」（順天堂医事研究会雑誌586 昭和16年）
- 「昭和16年度の病理組織検査に関する小統計並びに2,3の症例報告」（順天堂医事研究会雑誌588 昭和17年）
- 「妊娠並びに授乳時に於ける癌腫」（癌36 昭和17年）
- 「舌癌の組織型とRadium治療経過」（日本放射線医学雑誌4 昭和18年）
- 「皮腫癌（扁平上皮癌）組織型の分類並びに命名」（癌37 昭和18年）
- 「舌癌の組織型とRadium治療経過(1)」（癌37 昭和18年）
- 「所謂潰瘍性胃癌」（癌38 昭和19年）
- 「舌癌の組織型とRadium治療経過(2)」（日本放射線医学雑誌5 昭和19年）
- 「結核菌Fractionの生物学的研究(1)」（病理学雑誌4 昭和21年）
- 「皮下のロイマ結節？」（病室と研究室5 昭和23年）
- 「結核菌Fractionの生物学的研究」（日本病理学会会誌 昭和23年）
- 「病気の実相探究」（総合臨床1 昭和23年）
- 「ナイトロミン治療を施せる悪性腫瘍例の病理解剖組織学的検索」（総合研究報告集録 昭和28年）
- 「化学療法を行える悪性腫瘍病理学的研究(1)」（日本病理学会会誌44 昭和30年）
- 「化学療法（Nitromin）を行える悪性腫瘍の病理解剖組織学的研究」（総合研究報告集録 昭和30年）
- 「悪性腫瘍の化学療法の病理解剖組織学的研究」（総合研究報告集録 昭和30年）
- 「故羽根田貞郎教授の死因をめぐって」（順天堂医学雑誌2 昭和31年）
- 「化学療法を行える悪性腫瘍病理学的研究(2)」（日本病理学会会誌45 昭和31年）
- 「化学療法を行える悪性腫瘍病理学的研究(3)」（日本病理学会会誌46 昭和32年）
- 「新産未熟児の死因に関する病理組織学的知見補遺」（日本病理学会会誌46 昭和32年）
- 「乳腺症（図説）」（日本医師会雑誌40 昭和33年）
- 「悪性淋巴肉芽腫症の病理解剖組織学的検討」（総合研究報告集録 昭和32年）
- 「悪性淋巴肉芽腫症」（総合研究報告集録 昭和33年）

## 友人・指導教室員
- 東俊郎、東京帝国大学医学部病理学教室の先輩、順天堂大学医学部名誉教授。伴俊男を順天堂に迎える。
- 赤崎兼義、東京帝国大学医学部病理学教室の同期生。東北大学医学部教授。
- 吉田富三、東京帝国大学医学部病理学教室の同期生。癌研究所所長。
- 橋本敬祐、東京帝国大学医学部病理学教室の後輩。後に順天堂大学医学部病理学教室に入室。
- 岡田孝男、順天堂大学病理学教室講師、後に順天堂大学医学部名誉教授。
- 乾道夫、順天堂大学病理学教室講師、後に順天堂大学医学部客員教授･平成記念賠償医事研究所長、東京都監察医務院勤務。
- 森田功、三重大学医学部卒業後、順天堂大学医学部病理学教室に入室。作家皆実功。